# كرايغ أندرسون
كرايغ أندرسون (بالإنجليزية: Craig Anderson)‏ (و. 1981  م) هو لاعب هوكي الجليد، من الولايات المتحدة، ولد في بارك ريدج، يلعب كحارس مرمى ‏.

## روابط خارجية
- كرايغ أندرسون على موقع دوري الهوكي الوطني (الإنجليزية)
- كرايغ أندرسون على موقع قاعة مشاهير الهوكي (لاعب أن.إتش.أل) (الإنجليزية)
- كرايغ أندرسون على موقع EliteProspects.com (الإنجليزية)
- كرايغ أندرسون على موقع Eurohockey.com (الإنجليزية)
- كرايغ أندرسون على موقع HockeyDB.com (الإنجليزية)
- كرايغ أندرسون على موقع Hockey-Reference.com (الإنجليزية)